# 幻覚剤
幻覚剤（げんかくざい）とは、脳神経系に作用して幻覚をもたらす向精神薬のことである。呼称には幻覚剤の原語である中立的なハルシノジェン（Hallucinogen、英語圏で一般的な呼称で日本語圏ではそうでない）や、より肯定的に表現したサイケデリックス/サイケデリクス（Psychedelics）、神聖さを込めたエンセオジェン(Entheogen)がある。その体験はしばしばサイケデリック体験と呼ばれる。神秘的な、あるいは深遠な体験が多く、神聖さ、肯定的な気分、時空の超越、語りえない（表現不可能）といった特徴を持つことが多い。宗教的な儀式や踊り、シャーマンや心理療法に用いられる。宗教、文学作品や音楽、アートといった文化そのものに影響を与えてきた。
典型的な幻覚剤は、LSDや、シロシビンを含むマジックマッシュルーム、メスカリンを含むペヨーテなどのサボテン、DMTとハルミンの組み合わせであるアヤワスカである。MDMAはこれらとは異なる共感能力や親密感の向上作用を持つ。これらは主にセロトニン作動性である。DSM-5では、ケタミンは解離作用が強いため幻覚剤の下位の別の分類に分けられ、大麻は幻覚剤に含めない。ケタミンなどの解離性麻酔薬はグルタミン酸を阻害する（NMDA）。
幻覚剤の禁止前の臨床試験には肯定的な報告もみられるが、方法論的に最適と言えず明らかな問題点を多く含んでいる。この時期の研究では、統合失調症患者のほとんどで精神病症状の悪化が見られ、時折回復したケースもあったが、時間の経過によるものではない改善が報告された試験はなかった。幻覚剤の禁止前の臨床試験では、不安、強迫、抑うつの様々な状態を網羅するいわゆる「精神神経症」障害の試験では、より有望な報告があり、参加者の約80%が臨床医によって「改善」したと判断されたが、データはメタ分析を行うのに十分な質ではなく、治療について肯定的な期待を抱いていた臨床医による主観的な判断であり、客観的または有効な尺度に基づくことはめったになく、結果の有効性には疑問がある。幻覚剤は精神病患者には役に立たず、精神病を発症する可能性のある人には使用を避けるべきであることが強く示唆されている。
21世紀に入り臨床試験が再び進行しており、サイケデリック・ルネッサンスと呼ばれる。
幻覚剤は古来から用いられてきた。20世紀に入ってから幻覚剤の化学合成やそれに伴う研究が展開され、特にLSDが合成された後の1940年代から1960年代に大きく展開した。1960年以降、幻覚剤の乱用が問題視され、所持や使用が法律で禁止されているものも多い。国際的に向精神薬に関する条約で規制されるが、伝統的に魔術または宗教的な儀式として用いられている場合には条約の影響は留保される。日本では一部の既存の違法薬物と類似の構造をもつデザイナードラッグが1990年代後半に脱法ドラッグとして流通するようになり、その後取締りが強化され法律や条例による規制が行われるものの、規制と新種の登場のいたちごっこを繰り返してきた。

## 呼称
サイケデリックス（Psychedelics）は、ギリシャ語の精神や魂 psychē と、目に見える・現れる dēlos の組み合わせであり、「魂を顕現させる」という意味である。ハルシノジェン(Hallucinogen)、はラテン語で気が狂うことを意味する。この最初2つは、共に幻覚剤と訳されるが、サイケデリックスでは精神展開剤といった語のほうが中立的でふさわしいとする論者もいる。エンセオジェン(Entheogen)は、民族植物学者らが提唱し、「自分の内に神を見る」「内面に神性を生み出す」といった意味である。

何十年も前から他の呼称が提案されているが、英語圏ではハルシノジェンという呼称が最も一般的である。しかし、この呼称が誤称なのは、知覚が変化しているだけであって、真の幻覚ではないためである。

## 作用

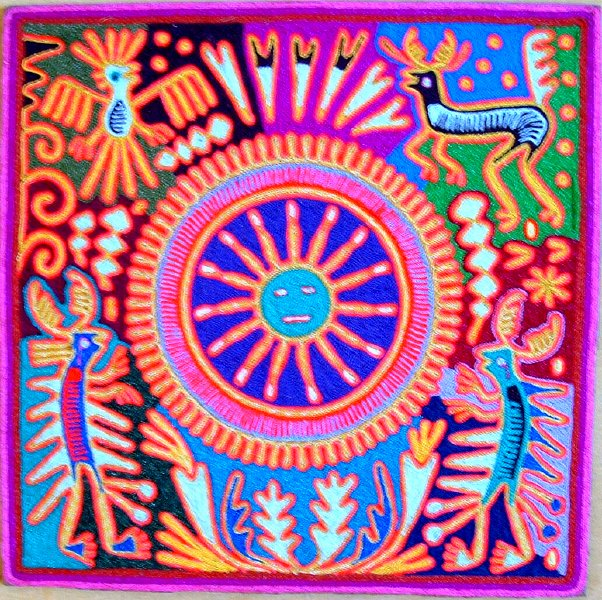
メキシコ、ウイチョル族の毛糸絵であるニエリカは、幻覚性のサボテンであるペヨーテがもたらす、至高神タテワリが与えるという神話的ヴィジョンを描いている。幻視芸術も参照。

幻覚剤を摂取することによって、意識状態に変容が起こり変性意識状態といった意識の状態に導かれる。知覚したことの意味の変化や、視覚的な鮮やかさや、視覚の変容がもたらされ、不安感は減少し幸福感や一体感が上昇する。ケタミンのような解離性の幻覚剤では大枠は同じだが、個々の幻覚の強弱といった細部が異なり、最も大きい部分ではシロシビンのような典型的な幻覚剤と比較して肉体から離脱する感覚を強く生じさせる。幻覚性のキノコの成分であるシロシビンの体験からは、神秘的な、あるいは深遠な体験が多く、神聖さ、肯定的な気分、時空の超越、語りえない（表現不可能）といった特徴があった。自我の崩壊、自己の感覚の喪失は、サイケデリック体験の重要な特徴でアルコールなどではみられない。統合失調症に似た幻覚や妄想を起こす覚醒剤精神病とは異なり、視覚的に美しい色彩が変幻と立ち現れ、物が歪んで見えたり、原野に七色の虹がかかったり、時空間が変化するというようなものである。
ハーバード大学での統計では200人ほどのうち、85%が人生においてもっとも啓示に富んだ体験であると感じている。幻覚剤の研究家であるテレンス・マッケナは、幻覚剤は6時間で5年分の心理療法をやってしまうドラッグだと表現している。
治療研究の歴史からは、難治性の神経障害、特にうつ病、不安障害、薬物依存症、死と関連した心理的な困難（末期がんなど）に可能性があることを示している。典型的な幻覚剤や、MDMAでは継続的に投与せずとも効果が持続する。13万人の統計調査から、過去1年間における幻覚剤（LSD、マジックマッシュルーム、メスカリン）の使用者は精神的な問題の発生率の低下に関連していた。約19万人からの統計調査では、典型的な幻覚剤の使用が、自殺思考や自殺計画、自殺企図の低下と関連し、他の違法薬物を使用しないことはさらにこの可能性を高めていた。また約1500人からのオンライン調査では、生涯における典型的な幻覚剤（LSD、マジックマッシュルーム、メスカリン）の使用は、自然とのつながりを感じ環境に配慮した行動に関連する。48万以上の統計調査からは、生涯における古典的な幻覚剤の使用は、調査から1年以内の犯罪（暴力、窃盗など）の発生率が低いことや、受刑者約300人からドメスティックバイオレンスとの関連性が低いことが判明した。幻覚剤と大麻の使用は過去1年間におけるオピオイドの依存リスクを減少させており、他の違法薬物では依存のリスクを増加させていた。

デビッド・ナットら薬物に関する独立科学評議会（ISCD）による2010年に『ランセット』に掲載された薬物の相対的な有害性に関する論文。MDMA、LSD、マジックマッシュルームは相対的に有害性が低いと評価された。

一般的な副作用は、不安、吐き気、嘔吐、心拍や血圧の増加である。精神病性障害のような比較的一般的な障害が生じた場合には、サイケデリック体験に起因するのではと誤解されることがあるが、上述のように、統計からは精神病など精神的健康問題のリスクの低下と結びついている。幻覚剤後知覚障害 (HPPD) は、シロシビンやアヤワスカを用いた最近の近代的な臨床試験（偽薬対照を設けて問題の発生率を比較する）では報告されていない。
幻覚剤が依存や嗜癖を引き起こすという証拠は非常に限られたものである。耐性は急速に形成され、離脱症状が起こることは確認されていない。精神的依存はまれだと考えられるがそのための研究は少ない。

### 作用機序
典型的な幻覚剤は、主としてセロトニンが作用している5-HT2A受容体に作用する。対してケタミンなどの解離性麻酔薬は、主としてグルタミン酸作動性のNMDA型グルタミン酸受容体（N-メチルD-アスパラギン酸受容体）を阻害する。MDMAは、セロトニン作動性でありセロトニンの放出を促進し、絆の形成などに関わる神経ペプチドのオキシトシンやバソプレッシンも放出させる。
5-HT2A受容体への作用は、脳由来神経栄養因子 (BDNF) を増加させ、神経新生を促す可能性がある。ケタミンでは、自殺念慮が大きく減少しこのような改善の追跡は6週間まで確認されている。
5-HT2A受容体への作用は急速に耐性が形成されるため、この特徴が依存症や頻繁な使用を少なくしてしまう。たとえば、LSDでは4日間日常的に投与することで耐性が形成され、活性はなくなってしまう。依存性があるものだろうと一般的に誤解されているが、専門家は依存や強迫的な使用を引き起こすものではないことに同意する。

## 幻覚剤の種類と歴史
DSM-5では、幻覚剤関連障害の中に、ケタミンを含むフェンサイクリジン類による解離性のある幻覚剤と、それ以外であるLSD、メスカリン、シロシビン、MDMA、ジメチルトリプタミン (DMT) 、サルビアなどに大きく分類しており、大麻は幻覚剤に含めず大麻関連障害として別個である。
植物性のアルカロイドには、幻覚をもたらすものがあり、古来から様々な目的で用いられてきた。天然の植物の状態のものはナチュラルドラッグ、化学合成されたものはケミカルドラッグと呼ばれる。幻覚剤の作用成分は、脳内の神経伝達物質と類似の構造を持っている。
幻覚をもたらす植物の発見や歴史的考察は、JPモルガン銀行の副社長で菌類の研究家であったロバート・ゴードン・ワッソン（以降、R・G・ワッソンと略記する）の貢献が大きい。

### 自生する植物の利用

#### アメリカ
アメリカ大陸のシャーマンはアヤワスカという飲料やサボテンのペヨーテ、サンペドロを用いている。アメリカ中西部やメキシコに自生するメスカリンを含むペヨーテは生や乾燥させて食される。ペルーでは幻覚成分のメスカリンを含むサボテンのサンペドロがあり、煮詰めた成分が摂取される。アマゾン熱帯雨林のシャーマンは、植物を煮出してアヤワスカを作るが、これには、ジメチルトリプタミン(DMT)とモノアミン酸化酵素阻害薬であるハルミンが含まれ、相互作用で効力を発揮する。アヤワスカは2-6時間前後効力を発揮し、その間は自我が停止するといわれる。

#### メキシコ
幻覚をもたらす成分のシロシビンを含む俗にマジックマッシュルームと呼ばれるキノコが自生し、シャーマンにより宗教儀式や治療に用いられている。アステカのナワトル語で神のキノコという意味のテオナナカトルとも呼ばれる。このようなキノコは、メキシコが16世紀初頭にスペインによって植民地化され、カトリック教会によって規制された。カトリック教会では、こうした幻覚は悪魔がもたらしていると考えたためである。日本に自生する幻覚性のキノコにはワライタケやヒカゲシビレタケがある。ほかの幻覚成分であるイボテン酸を含むキノコにはベニテングタケがある。

#### 日本
『今昔物語集』の中でマイタケを食べ幸せな気持ちになって踊りだすというエピソードがあり、こうしたキノコとの関連も言及される。ただし、この場合「今日のマイタケでそのようなことは起こらない」という注釈も同書において付け加えられている（マイタケ#歴史）。

#### インド
ヴェーダという聖典に登場する、霊感を与えるソーマという飲み物には幻覚作用があるといわれ、シロシビンを含むキノコかベニテングタケが入っていたのではないかと考えられている。

#### ギリシャ
古代ギリシャでは、毎年秋にエレウシスの秘儀を行う習慣が1000年以上も続いていた。エレウシスの周辺の池には、リゼルグ酸を含む麦角菌が存在するので、これが幻覚剤としてエレウシスの儀式で使われたのではないかという見解もある。

#### アフリカ
幻覚成分イボガインを含む植物イボガが宗教儀式に用いられていた。

#### ヨーロッパ
およそ3000年前に地中海メノルカ島の洞窟エス・カリッチにて、島に自生するナス科のマンドレイクやヒヨス、シロバナヨウシュチョウセンアサガオ、ジョイントパインに含まれるアルカロイドのアトロピン、スコポラミン、エフェドリンの付着した毛髪が儀式的に埋められていたことが2023年に発表されている。また、地中海東部キプロス島にて発見された3600年前の容器の残留物からは、精神作用をもつアヘンアルカロイドが2018年に発見され、シャーマンがこれらを用いた可能性が示唆されている。
ほかに。
- モーニング・グローリー、オロリウキ （リゼルグ酸アミド:LSA）
- サルビア・ディビノラム （サルビノリンA)

### 幻覚剤の歴史研究家
R・G・ワッソンは幻覚剤についての研究考察を出版してきた。それらは1957年にベニテングタケがヨーロッパ民族に与えた影響を調査した Mushrooms, Russia and History、1969年にバラモン教聖典『リグ・ヴェーダ』に登場するソーマはベニテングタケであると主張する『聖なるキノコソーマ』(soma divine mushroom of immortality) 、1974年にメキシコのマジックマッシュルームについて調査である Maria Sabina and her Mazatec Mushroom Velada、1978年にはエレウシスの秘儀と麦角菌の調査である The Road to Eleusis である。R・G・ワッソンの研究以前は植物の存在が公になっていなかったものも多い。
テレンス・マッケナは、『神々の糧』や、『幻覚世界の真実』のような著書でさまざまな幻覚性の植物や薬物について歴史的考察や文化への影響を分析している。

### 成分の抽出と化学合成

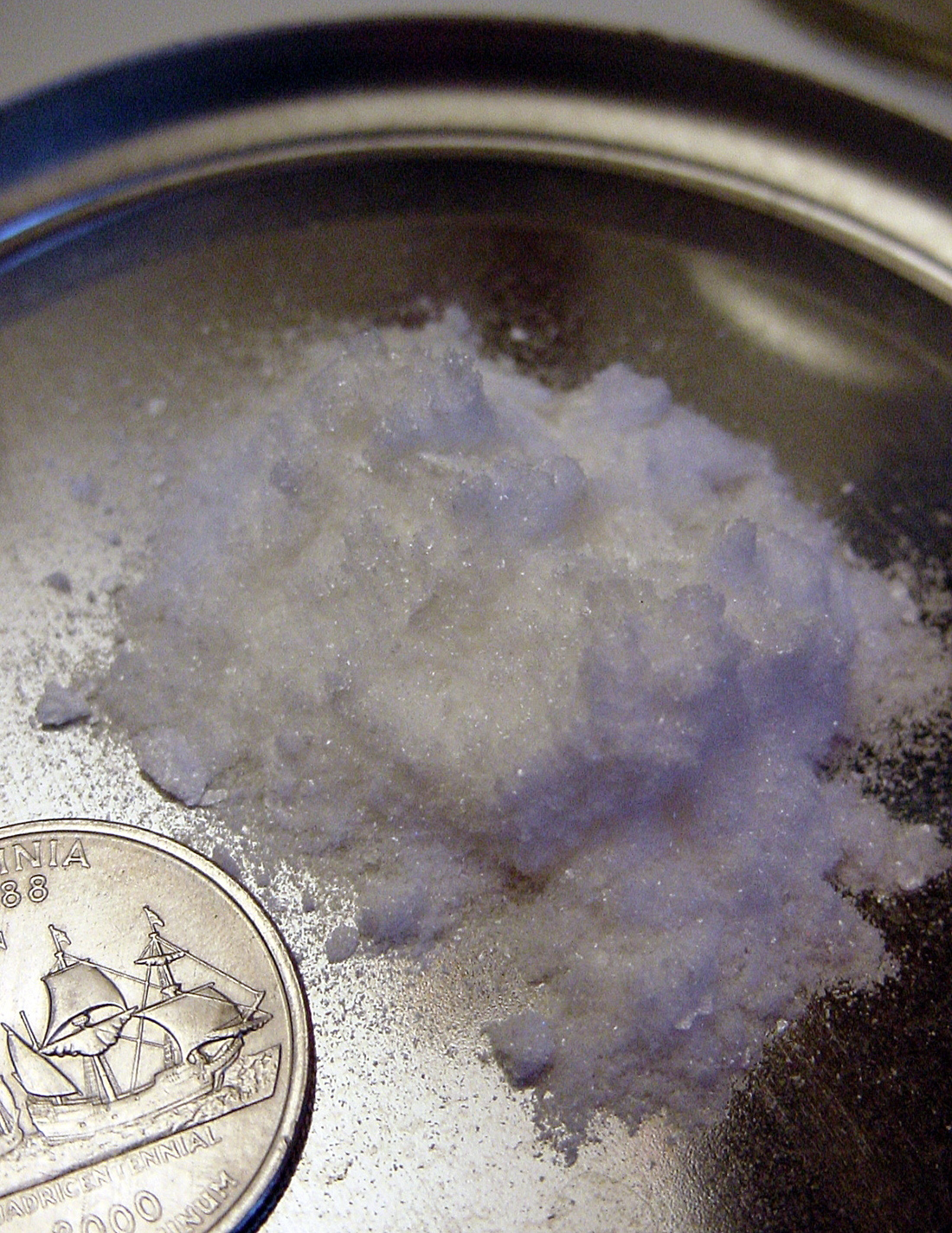
合成されたメスカリン。

メスカリンは、1898年前後にドイツ人化学者のヘフターが発見し、1919年にE・シュペートが合成した。1912年、ドイツのメルク社がメチレンジオキシメタンフェタミン(MDMA)を合成したが社外に発表されなかった。1938年にスイスのサンドス研究所（現・ノバルティス）の化学者であるアルバート・ホフマンがリゼルグ酸ジエチルアミド（LSD-25）を合成し、その後5年間研究されなかったが1943年に再びとりあげたところ、おそらく指の皮膚から吸収され偶然に幻覚作用が発見された。ホフマンによる幻覚の内容は、視覚に入るものは歪曲し、強烈な色彩が万華鏡のように変化し、音にあわせて視覚が変化するというものであった。
1952年、アメリカの製薬会社であるパーク・デービス社により麻酔薬としてフェンサイクリジン(PCP)が開発された。1956年、チェコの化学者ステファン・ソーラはDMTを合成している。

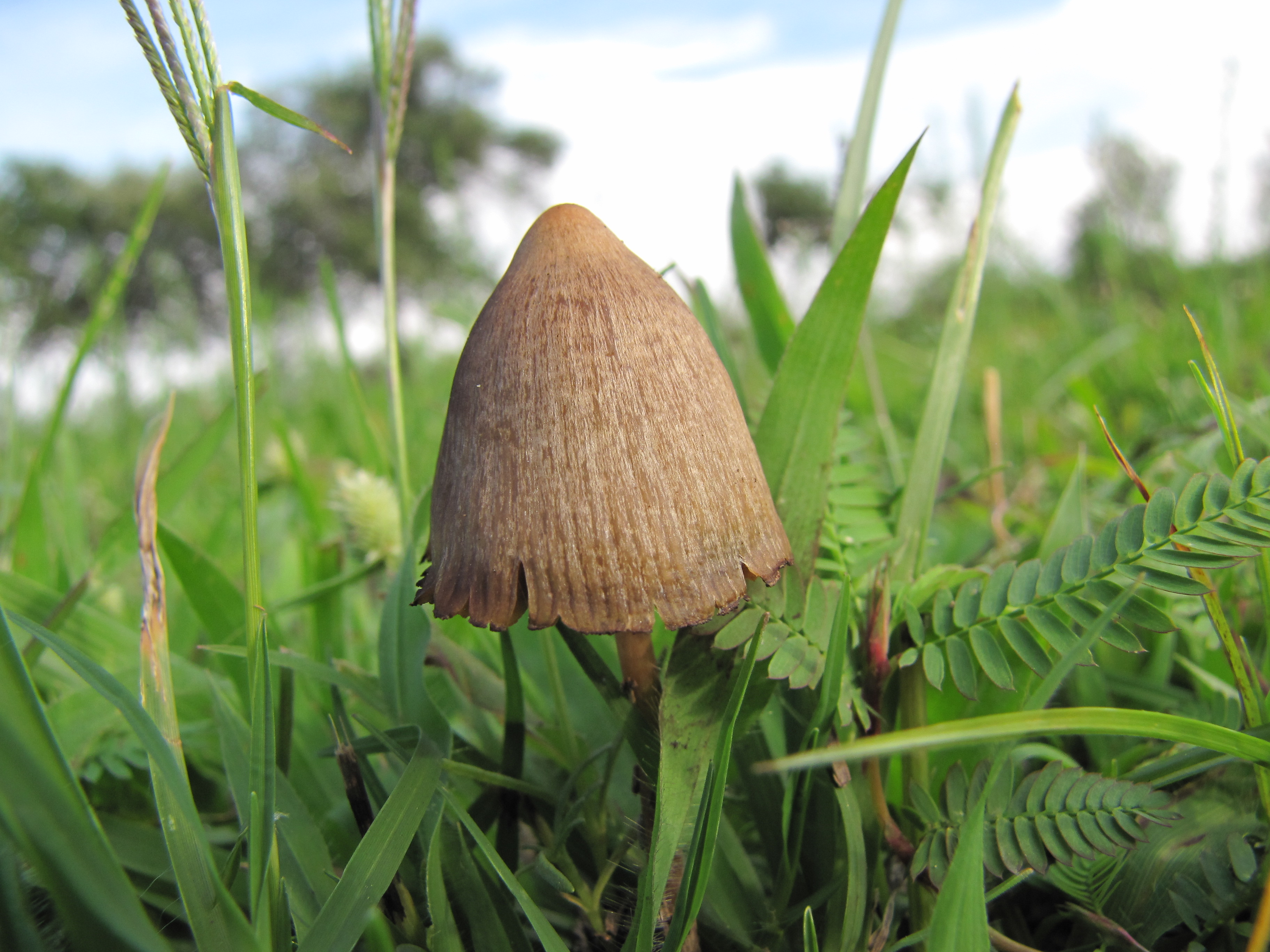
シロシベ・メキシカーナ マサテカ族はこのキノコを小鳥 (nizu) と呼ぶ。

1950年代に、R・G・ワッソンは、メキシコのインディオの信頼を得て儀式で用いられているキノコを摂取したところ、幾何学模様の幻覚がもたらされた。1957年には、R・G・ワッソンとその妻は『ライフ』誌にその発見を掲載し大衆に広く認知されることとなった。「魔法のきのこを求めて」として掲載された。このキノコからパリとアメリカで幻覚をもたらす成分を抽出しようとしたが、成果が出ず、似たような幻覚を起こすLSDを合成したアルバート・ホフマンの元へ送られた。1958年、ホフマンは抽出成分を動物実験で試すが反応が見られないため自分で摂取したところ、抽象的な形と鮮やかな色彩が激しく揺れ動き変化するという幻覚が起こったため幻覚成分として発見され、この成分にシロシンとシロシビンという名前をつけた。ホフマンによれば、シロシン、シロシビンとLSDは似たような物質で違いといえば作用量と作用時間であり、LSDが8-12時間、シロシビンは4-6時間作用し、どれも脳内物質のセロトニンと近似の物質である。
1962年にはパーク・デービス社はPCPの代用物として麻酔薬のケタミンを合成している。ケタミンは一般的には獣医で用いられる麻酔薬だが、1時間ほど自我を停止させるという体験をもたらすとされる。
1960年代に、化学者のアレクサンダー・サーシャ・シュルギンがMDMAを合成したが他の強い作用をもたらす化合物を探していたため研究されず、1973年に別の研究者がサーシャの方法で合成し広まっていった。サーシャは、既存のドラッグの分子構造を若干変えた薬物であるデザイナードラッグを多く作り出したが、その中に幻覚剤も多く含まれている。サーシャは200種類あまりの幻覚成分やデザイナードラッグの合成方法や心理的な研究結果についてまとめた代表的な著作 PiHKAL と TiHKAL を出版している。デザイナードラッグのひとつである2-CBは、量が少ないときにはMDMAのような効果で、多い時にはLSDのような幻覚をもたらすともいわれる。
サーシャは2050年までに幻覚剤が新たに2000種類ぐらい増えるのではないかと述べている。

### 近代文明への影響
1940年代にLSDが研究目的で出回りはじめ、1950年代には精神医学やアメリカ中央情報局(CIA)による洗脳や自白の実験のMKウルトラ計画でとりあげられ、このような研究は極秘で行われていた。R・G・ワッソンがメキシコでキノコの調査をしていたときCIAの諜報部員につきまとわれるということがあり、ワッソンとホフマンによる迅速なシロシビン成分の特定がなければ公にならなかったかもしれないともいわれる。
1950年代には、アルフレッド・M・ハバド大尉が世界平和に貢献すると思い、政治家や科学者や警察など広範に赤字でLSDを配った。ハバド大尉が開発したLSDによる精神療法であるサイコリティック療法を精神科医のオズモンドが広めた。
精神科医のハンフリー・オズモンドにハクスリー自らが幻覚剤のモルモットとなることを申し出、1953年の春、幻覚剤のメスカリンによる実験が開始された。その翌年1954年に『知覚の扉』が出版され、学者一族としての観察精神と作家としての筆の確かさを下地に、神秘主義者の認識と幻覚剤による体験を絵画への言及も通して哲学的に考察した。『知覚の扉』は、60年代の意識革命の発端として評価が高く、
ハーバード大学の幻覚剤の研究者であるティモシー・リアリーの意識革命の理論の素地となり、リアリーの後継的な存在であるテレンス・マッケナにも大きな影響を与えた。同じような頃、世界中で麻薬の使用実態を調べ実際に摂取していた作家のウィリアム・S・バロウズは、友人のアレン・ギンズバーグにアヤワスカの体験について手紙を送っている。バロウズによれば中毒性の強いモルヒネや阿片を麻薬と呼んで、幻覚剤と区別し、あらゆる幻覚剤は使用者に聖なるものとみなされ宗教的になるが麻薬はそうではないとしている。
1956年、ハクスリーとの文通でハンフリー・オズモンドがサイケデリックという言葉を思いついた。翌年1957年に、精神分析学会でこの言葉を紹介した。
1959年に最初のLSDの国際会議が開かれたとき、CIAはLSDは人の精神を狂気に追いやると主張し、創造性を高めるといった心理学者による主張を否定した。

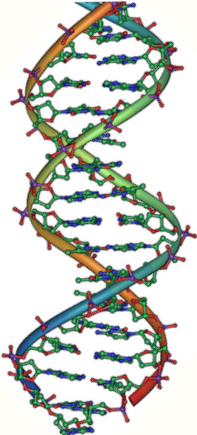
DNAの二重らせん構造

LSDは1953年に発表されたDNAの二重らせん構造の着想を与えた。LSDは、芸術家のアンディ・ウォーホルのアートにも影響を与えた。
1960年代、ハーバード大学で幻覚剤の研究を行っていた心理学者のティモシー・リアリーが、刑務所の受刑者に対して行った臨床実験では、シロシビンの摂取によって神や愛について語られるようになり対立がなくなった。ハーバード大学の研究者らは、次第にチベット仏教の経典の一つである『チベット死者の書』が幻覚剤の起こす幻覚体験のガイド本として非常に役に立つものだという見解に至り、幻覚剤を用いる内容に書き直し『チベット死者の書サイケデリック・バージョン』として出版している。この本には、ティモシー・リアリーが研究してきたセットとセッティングの理論の、幻覚剤の摂取体験に際して、幻覚剤の選択と投与量や自他の心構えと周囲の環境が重要であるということについても書かれている。1960年代には、LSDが大量に流通し幻覚体験がヒッピームーブメントの素地となっていた。こうしたムーブメントはサマー・オブ・ラブとも呼ばれる。LSDはアシッドと俗称されアシッド・ロックといった音楽シーンも作り出した。40万人を導引したロックフェスティバルのウッドストック・フェスティバルでもLSDが流通したといわれる。
1965年に、LSDを体験したオーガスタス・オーズリーは大学を中退しLSDの工場をつくり、オーズリーブルースと呼ばれるバッドマンの絵が描かれた高品質のLSDを安価を製造し世界中に流通した。LSDは1966年にアメリカの法律で禁止された。オーズリーがFBIに逮捕されると、スカリーとオーズリーの弟のティムがその意思を引き継ぎ、オレンジサンシャインという名で流通させたが、起訴されたときにはスカリーはLSDの摂取によって心が優しくなるので流通させたとし、また製造したのはLSDではなくALD52という近似の化学構造を持った物質であると主張した。
ジョン・グリッグスはティモシー・リアリーの著書を読み、永遠なる愛の共同体というLSDとマリファナを安価に流通させる組織を結成し、組織は国際的な麻薬流通組織となったが、グリッグスは猛毒のストリキニーネの混ざったシロシビンを摂取して死亡した。ストリキニーネの混じった麻薬は殺害を目的として渡されるものである。後にCIAのロナルド・スタークが永遠なる愛の共同体の代表となり、スイスの隠し金庫に稼ぎを預金していた。LSDの安価な製造法を開発し永遠の愛の兄弟団にその製造法を提供したリチャード・ケンプは、永遠なる愛の共同体の後継として1970年代にイギリスでLSDを流通させ、1970年代半ばに逮捕されたが、その裁判の公判記録によって安価なLSDの製造法が広まっていった。歌手のジョン・レノンは、暗殺される直前にCIAはLSDによってわたしたちをコントロールしようとしたが結果として自由を与えたと言っている。
ニューメキシコ大学のリック・ストラスマンによれば、60人の被験者の半数近くがDMTの摂取によって地球外生物に遭遇したと主張している。テレンス・マッケナは、DMTがエイリアンと遭遇する次元を誘発すると考えていた。脳科学者でLSDやケタミンの研究を行っていたジョン・C・リリーはケタミンの摂取によって、地球外知性体とコンタクトしたと述べている。アヤワスカの摂取によって異次元に行き、体の半分が人間以外の生物であるような存在に接触するといわれる。
1970年代には、テレンス・マッケナが、マジックマッシュルームの栽培に関する本を出版し、アメリカでこうしたキノコの入手が容易になっていった。テレンス・マッケナは、リアリー本人にも「1990年代のティモシー・リアリー」と呼ばれるほどこうした意識革命の文化に影響力をもった存在になっていった。
1960年代のLSDによるカウンター・カルチャーの若者は、コンピュータや先端科学も利用するカウンター・カルチャーであるサイバーパンクへと変容していった。また、このリアリーを発端とする意識の自由を求める思想は1980年代以降も有力に機能しているとも評価されている。WIREDといった雑誌やウェブサイトでその流れが継続されている。
MDMAは視覚に幻覚はもたらさず、共感性を高めるという特徴がある。心的外傷後ストレス障害(PTSD)の患者に対して共感性を高めるといわれるMDMAを投与する治療研究が行われた。1984年頃、アメリカのテキサス州で大量生産され流通したが、同年アメリカで違法薬物に認定された。

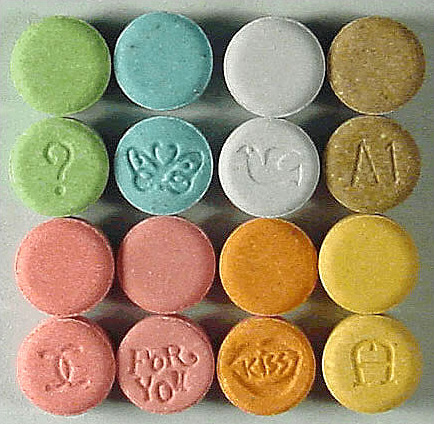
エクスタシー錠剤。

1980年代後半より、スペインのイビサ島で電子音音楽シーンからアシッド・ハウスとしてLSDが流通する音楽シーンとしてリバイヴァルされた。MDMAは、1980年代後半のイギリスのレイヴシーンに影響を与えた。これはセカンド・サマー・オブ・ラブとも呼ばれる。LSDだけでなくMDMA（エクスタシー）の使用も増加していった。レイヴシーンはその後、アメリカの主にサンフランシスコへ飛び火した。テレンス・マッケナによれば、レイブはハイテク化したヒューマン・ビーインである。そして、2000年前後には、レイブシーンはドイツのベルリンで100万人以上が参加するラブパレードというイベントにも発展している。
1990年前後にはインドのゴアでしばしばLSDを用いて行われていたゴアトランスなどのダンス・パーティがサイケデリックトランスへと発展した。

### 21世紀のサイケデリック・ルネッサンス

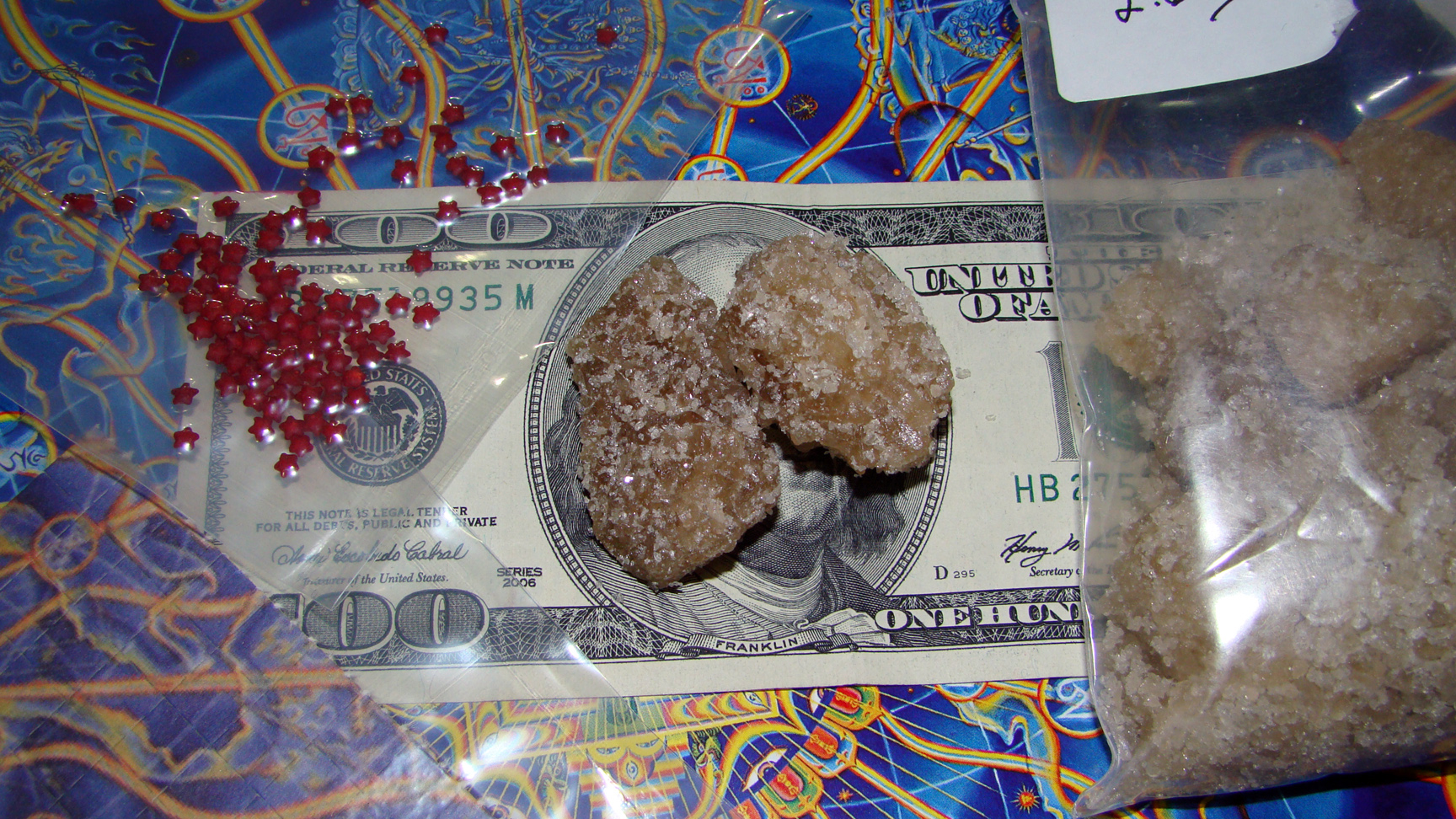
LSDのマイクロドットと、MDMAの結晶。

薬物規制分類のスケジュールIとは、医学的検証のない薬物の規制分類であり、1960年代のムードでは幻覚を生じさせるというだけで医学的研究を行わないままに、幻覚剤はこのような分類に押し込まれた。このことは、医学的な潜在価値があるのにもかかわらず研究に著しい制限をかけて妨げてきた。
21世紀に入り、既存の精神科の薬の治療効果の限界から再び幻覚剤に注目が集まって研究が行われており、サイケデリック・ルネッサンスと呼ばれている。
課題は資金であった。治験のための近代的なランダム化比較試験 (RCT) を実施するには、数百万ドルの費用を要し、本来は実施するためには特許による市場独占（製薬会社などによる開発）が必要であり、さらには国際的な規制がこれをさらに高額にする。しかし、LSDやシロシビンでは特許が失効しており臨床試験は実施しがたいと思われていたが、社会的情勢の変化（禁止政策麻薬戦争の失敗など）を反映してアメリカや欧州の団体は研究資金を提供しはじめ、このような運動は大衆の想像力を駆り立てる幻覚剤の魅力とソーシャルメディアとが組み合わさって進展してきた。こうして現代的な手法（RCT）で有効性と安全性を実証すれば、規制の再分類が続くと考えられる。
アメリカのリック・ドブリン率いる幻覚剤研究学際協会 (MAPS)、イギリスのアマンダ・フィールディング率いるベックリー財団は、情報提供とコミュニティの形成を通じて、こうした研究のための資金集めを行い、実際に研究を実施してきた。
2019年4月にイギリスのインペリアル・カレッジ・ロンドンに世界初のサイケデリック研究センターが設置され（350万ドルの資金調達）、9月にはアメリカでは幻覚剤に関する臨床試験を行ってきたジョンズ・ホプキンズ大学医学部に幻覚剤意識研究センター (
Center for Psychedelic & Consciousness Research) が設置される（1700万ドル調達）。2020年9月、カリフォルニア大学バークレー校がサイケデリック研究センターを開設し、幻覚剤を心理療法に組み込む既存の臨床試験の進行を追いかけ、また神学研究所と合同で幻覚剤とスピリチュアリティに関する研究、また研究に足りていない体験の補助要員を育成する。また2021年には、ニューヨークのマウントサイナイ医科大学にサイケデリックス研究センターが設置され、2019年の2機関より研究領域は狭いが今後展開される幻覚剤による治療法のための教育施設としても機能する。
デヴィッド・アール・ニコルズは幻覚剤の研究者で、灰色市場のデザイナードラッグの生産者はニコルズの著作物が新しいデザイナードラッグを生み出すのに「特に有用な」手引きだと形容した。25I-NBOMeは、彼が生み出し、新型のLSDとして2010年代に規制されたもののひとつである。実際に強い効果を生じる量よりも少ない、ごく少量を摂取する幻覚剤のマイクロドージングは、2010年代の流行である。
上記の流れから実際に薬剤も上市されており、2019年3月5日、エスケタミンがうつ病の治療薬としてアメリカで承認され、発売された。

## 哲学的考察
作家のオルダス・ハクスリーは、著書『知覚の扉』の中で、ケンブリッジ大学の哲学者C・D・ブロードが哲学者のアンリ・ベルクソンを解釈した説をよりどころとしている。人間は本来宇宙のあらゆることが知覚できるが、脳などの「減量バルブ」を通して個体の生存のために必要な情報だけに絞っている。しかし、精神修行やメスカリンなどによってそれをバイパスさせ、超感覚的な知覚や異常な色彩感覚などを体験すると説明した。リアリーによれば、そういった減量バルブは日常的な行動を起こすためには必要な機能である
また、オルダス・ハクスリーは、幻覚剤は『聖書』に出てくる知恵の樹の実でバチカンなどの意識の管理者が使用を阻止してきた物質であり、聖職者が歴史を通じて容赦なく弾圧してきたものである。リアリーによれば、ユダヤ教、キリスト教、イスラム教においては自分自身で考える人間が増え無秩序な状態になることを阻止して簡単なルールを教え、それを守らせることで秩序を保つことが権威者の目的であったので、意識を変化させる顕微鏡や望遠鏡、幻覚性のある植物を禁止してきたということである。しかし、幻覚剤は大量の未知の情報のカオスをもたらし、そうしたカオスは脳を再プログラミングする状態に整えてしまうという
LSDを合成した化学者のアルバート・ホフマンは、幻覚剤による恍惚状態は宗教的な悟りに似ており、自我と外界との境界が取り払われ、創造主と被造物という二元論ではなく生命が一つであるということを体験させるので、瞑想を補助するのに使われるのがふさわしいと述べている。

## 心理療法
スタニスラフ・グロフは、1960年代から70年代にかけて、LSDを用いた精神療法を研究し、その弟子たちは違法後もアンダーグラウンドな心理療法を継続してきており、21世紀初頭でもイギリス、スイス、ドイツで活動している。1986年に幻覚剤の研究協会のMAPSや、1993年にメスカリンの発見者の名を冠したヘフター調査研究所が設立されている。
ロシアの薬物乱用の専門治療を行う精神科医のエフゲニー・クルピツキーは20年間にわたり、麻酔薬のケタミンを幻覚剤として利用するアルコール依存症の治療を行ってきたが、111人の被験者のうち66％が少なくとも1年間禁酒を継続し、対象群では24％であったなどのいくつかの報告がある。また、ケタミンはヘロインの依存症患者に対しても薬物の利用を中断する効果が見られた。アヘンの禁断症状を減衰させるという報告もある。1990年代の研究では、アヤワスカの摂取によって、アルコールや麻薬の常習や暴力行為を減らす傾向が見られた。
MAPSの支援でPTSDや末期ガン患者の心理的な不安症状に対してMDMAの投与研究が行われた。
2003年には、シロシビンを群発頭痛に治療投与する研究や、ヘフター調査研究会の支援した研究では強迫性障害の患者に対して良好な結果が得られた。
PTSDに対してMDMAを投与する心理療法は何度か行われ良好な結果を得られており、2006年10月よりMAPSの支援により行われた研究では幸福感が高まり心理的トラウマに立ち向かうことができた。
2008年にはMAPSの支援でLSDを病で死を目前にし精神的な意味を求めている患者に投与する研究が行われる。

## 規制

アメリカ合衆国におけるシロシビンの非犯罪化。多数はシロシビンだけでなく幻覚剤を非犯罪化している。
----
非犯罪化した地域
非犯罪化した地域のある州
いかなる使用も禁止

国際的に成分は向精神薬に関する条約で規制されるが、同条約第32条4項によって植物が自生する国における、少数の集団に伝統的に魔術または宗教的な儀式として用いられている場合には、条約の影響は留保される。また、含有する植物自体は国際規制されておらず、個々の国における法規制には多様性がある。各記事を参照のこと。
ブラジルを拠点とするサント・ダイミでのアヤワスカの使用、アメリカ合衆国におけるネイティブ・アメリカン・チャーチ（アメリカ先住民教会）でのペヨーテの使用は、信教の自由を理由に法的に明確に許容されている例である。
ポルトガルの薬物政策では、2001年にすべての薬物を非犯罪化しており、2021年にオレゴン州では全米初の薬物の非犯罪化のための州法が施行され、幻覚剤ではMDMA /エクスタシー1グラムまたは5錠未満、LSDを40使用単位未満、シロシビン12グラム未満は単に罰金となる。
特に植物の状態について、治療に利用できるよう地域的に使用できるようにするアメリカでの条例が可決している。2019年5月にコロラド州デンバーでマジックマッシュルームが非犯罪化され、2022年にはコロラド州全体で非犯罪化を行う投票のための住民運動を予定している。2019年6月には、カリフォルニア州オークランドで自然な（植物や菌類の）幻覚剤を非犯罪化した。2020年2月、カリフォルニア州サンタクルーズで自然な幻覚剤を非犯罪化した。2020年9月、ミシガン州アナーバーでは幻覚剤の菌類や植物を非犯罪化した。2020年11月、ワシントンDCでは幻覚剤の使用を起訴の優先事項としない（ほかの薬物事犯を起訴する）という内容の法案を可決。アメリカ合衆国におけるシロシビンの非犯罪化も参照。

## 他の幻覚剤
- 2C-I
- α-メチルトリプタミン:AMT
- 5-MeO-DMT
- TMA-2